# Ludovic Loches
Pour les articles homonymes, voir Loches (homonymie).
Ludovic Loches est un joueur de rink hockey né le 9 octobre 1979. Il évolue en 2015 au sein du club de l'US Coutras dans l'équipe réserve.

## Palmarès
Il est champion de France de Nationale 1 avec l'US Coutras en 2010 et 2011.